# Prieuré de Saint-Antoine en Barbefosse
Le prieuré de Saint-Antoine en Barbefosse était un monastère qui se situe aujourd'hui dans la section Havré de la commune de Mons, en Belgique, dans la Province de Hainaut.
Il existe tout d'abord une chapelle construite entre 1389 et 1409 par les chevaliers de l'Ordre de Saint-Antoine-en-Barbefosse. Quelques années plus tard, le 24 août 1415, les Antonins venus de l'abbaye Saint-Antoine du Viennois fondent ce prieuré. Les Antonins suivent la règle de saint Augustin. Barbefosse relevait de la commanderie de Bailleul. Le prieuré devient une institution jésuite[précision nécessaire] en 1584.
Selon Alain Marchandisse, chercheur qualifié du F.N.R.S, maître de conférences à l'Université de Liège, le prieuré semble naître en 1389 comme il paraît dans une lettre adressée par le pape d'Avignon Clément VII à Gérard III d'Enghien, surnommé la Barbe d'Havrecq.
Une partie de l'église, voûtée et en bardeaux, subsiste aujourd'hui. Il reste la chapelle ogivale renfermant une remarquable armoire murale de style gothique (XVe siècle), en pierre blanche à bas-reliefs, destinée à la garde des reliques.